# Prix Mendelssohn
Les prix et bourses Mendelssohn (Mendelssohn-Preis für ausübende Tonkunst), parfois Mendelssohn-Bartholdy,
désignent des récompenses dans le domaine de la musique décernées en Allemagne et au Royaume-Uni.
Ils commémorent le compositeur Felix Mendelssohn, et sont décernés à de jeunes musiciens prometteurs pour leur permettre de poursuivre leur développement.

## Historique
Peu de temps après la mort de Mendelssohn en 1847, un groupe d’amis et admirateurs a formé un comité à Londres pour établir une bourse d'études afin de permettre aux musiciens d'étudier au Conservatoire de Leipzig, que Mendelssohn avait fondé en 1843. Leur financement a débuté par une présentation de l’Elijah de Mendelssohn en 1848, mettant en vedette Jenny Lind. Le lien entre Londres et Leipzig s’étant rompu, deux bourses Mendelssohn coexistent à ce jour.

## Prix Mendelssohn en Allemagne
En Allemagne, la bourse Mendelssohn a été créée dans les années 1870 comme une bourse d'études pour les étudiants afin d’assister aux cours du Conservatoire de Leipzig, et a été financée par l'État prussien dans le cadre d'un arrangement avec la famille Mendelssohn qui a fait don des manuscrits du compositeur à l'État. Le premier récipiendaire fut le compositeur Engelbert Humperdinck, qui l'a utilisée pour se rendre en Italie en 1879.
Mendelssohn étant juif, la bourse a été supprimée par l’administration nazie en 1934. Elle a été relancée par le ministère de la Culture de l'ex-Allemagne de l'Est en 1963, sous la forme de deux prix annuels l’un pour la composition et l’autre pour l’interprétation. Elle est désormais décernée par la Fondation du patrimoine culturel de la Prusse,.

### Récipiendaires
En plus de Humperdinck, les bénéficiaires comprennent le pianiste Wilhelm Kempff et le compositeur Kurt Weill.
Ce qui suit est une liste chronologique incomplète des bénéficiaires de la bourse Mendelssohn d’Allemagne.
De 1879 à 1935 :
- 1879 - Engelbert Humperdinck
- 1880 - Marie Soldat
- 1881 - Bernhard Stavenhagen, Philipp Wolfrum
- 1882 - Iacob Muresianu[6]
- 1887 - Waldemar von Baußnern
- Entre  1887 et  1896 - Karol Gregorowicz
- 1890 - Bram Eldering
- 1893 - Carl Thiel
- 1895 - Elsie Stanley Hall
- 1896 - Paul Juon
- 1889 - Percy Sherwood
- 1899  - Siegfried Fall
- 1900 - Karl Klingler[7]
- 1901 - Elly Ney
- 1902 - Alfred Sittard
- 1902 - Ignatz Waghalter
- 1905 - Elisabeth Kuyper
- 1906 - Sara Gurowitsch[8]
- 1910 & 1913 - Ernst Toch
- 1912 - Licco Amar
- 1913 - Hans Bassermann, Mischa Levitzki, Max Trapp
- 1913 & 1918 - Erwin Schulhoff[9]
- 1915 - Hans Bullerian
- 1917 - Wilhelm Kempff, Emil Peeters
- 1918 - Pancho Vladigerov
- 1919 - Kurt Weill
- 1920 - Pancho Vladigerov
- 1925 - Berthold Goldschmidt, Max Rostal
- 1926 - Ignace Strasfogel[10], Ernst Pepping
- 1928 - Hans Humpert
- 1928 - Grete von Zieritz[11]
- 1928 - Wilhelm Stross
- 1929 - Herbert Marx
- 1930 - Ludwig Hölscher
- 1931 - Kurt Fiebig, Roman Totenberg
- 1932 - Norbert von Hannenheim, Harald Genzmer
- 1933 - Werner Trenkner, Bernhard Heiden
- 1935 - Fritz Werner (de), Johannes Schneider-Marfels

Depuis 1963 :
- 1969 - Peter Herrmann (de)
- 1966 - Walter Steffens
- 1974/75 - Gabriele Kupfernagel
- 1976/77 - Reinhard Wolschina
- 1978/80 - Walter Thomas Heyn
- 1981 - Bernd Franke
- 1985 - Rolf Fischer
- 1987 - Olaf Henzold
- 1988 - Steffen Schleiermacher
- 1988/89 - Caspar René Hirschfeld
- 1993 - Simone Kermes
- 1997 - Pietro De Maria
- 2008 - Anne-Sophie Mutter
- Carola Nasdala
- Michael Schönheit
- Michael Stöckigt
- Matthias Henneberg

## Prix Mendelssohn au Royaume-Uni
Les fonds recueillis lors du concert de 1848 ont été investis et ont permis de s'accroitre jusqu'en 1856, quand Arthur Sullivan a été élu premier bénéficiaire. Depuis lors, le prix a été attribué de temps à autre, administré par la Fondation des bourses d'études Mendelssohn, qui est liée à la Royal Academy of Music de Londres. La fondation a été créée par acte fiduciaire en 1871. Parmi ses membres figurent les compositeurs Anthony Payne et Justin Connolly, ainsi que le directeur de l'Académie royale de musique, Jonathan Freeman-Attwood; son objectif est « l'éducation des élèves de musique des deux sexes en application des intentions des fondateurs». 
Cette bourse est plus particulièrement destinée aux compositeurs.

### Récipiendaires
Les bénéficiaires de la bourse d'études Mendelssohn au Royaume-Uni comprennent les compositeurs Frederick Corder, George Dyson, Malcolm Arnold et Kenneth Leighton.
Ce qui suit est une liste chronologique incomplète des bénéficiaires de la bourse britannique Mendelssohn.
- 1856 - Arthur Sullivan
- 1865 - Charles Swinnerton Heap
- 1871 - William Shakespeare
- 1873 - Eaton Faning
- 1875 - Frederick Corder
- 1879 - Maude Valerie White
- 1881 - Eugen d'Albert
- 1884 - Marie Wurm
- 1890 - S P Waddington
- 1905 - George Dyson
- 1910 - Beatrice Harrison
- 1935 - Daniel Jones
- 1948 - Malcolm Arnold
- 1951 - Kenneth Leighton
- 1954 - Francis Burt
- 1956 - John Exton
- 1960 - David Blake
- 1962 - Richard Stoker
- 1964 - Patric Standford
- 1968 - Brian Ferneyhough
- 1969 - Jonathan Lloyd
- 1972 - Nicola LeFanu
- 1974 - Richard Blackford
- 1979 - Lionel Sainsbury[14]
- 1985 - James Harley
- 1986 - Javier Álvarez[15]
- 1988 - Martin Butler
- 1997 - Richard Causton
- 2000 - Luke Bedford
- 2002 - Cheryl Frances-Hoad
- 2004 - Oliver Searle
- 2006 - Nadja Plein
- 2008 - Steven Daverson
- 2010 - Samuel Bordoli
- 2012 - Christian Mason
- 2014 - Arne Gieshoff
- 2016 - Nicholas Moroz
- 2018 - Nicholas Morrish & Angela Slater